# Max Fishman
Max Fishman (en polaco: Mieczysław (Mietek) Fiszman; en rumano: Max Fișman; en ruso: Макс Шахнович Фишман, conocido como Max Benovich Fishman; Varsovia, 12 de diciembre de 1915 – Chisináu, 24 de septiembre de 1985) fue un compositor, pianista y pedagogo soviético de origen judío. Su obra, enriquecida por las tradiciones judías, polacas y moldavas, se caracteriza por fusionar elementos folclóricos con innovaciones del siglo XX, destacando sus conciertos para piano, tríos y sonatinas.

## Biografía
Max Fishman nació en Varsovia en 1915, en una familia judía. Su padre, Szachna-Benisz Fiszman, era comerciante y jefe de la sinagoga de Varsovia, y su madre, Esther Fishman, nacida Bleiberg, se dedicaba al hogar. Tuvo seis hermanas mayores y un hermano menor. Estudió piano con Józef Turczyński y composición con Antoni Marek en el Conservatorio de Varsovia. Como estudiante, compuso música y participó en conciertos, colaborando con las actrices polacas Ida Kamińska y Lola Folman, el hipnotizador e ilusionista Wolf Messing, y actuando en la escuela de huérfanos de Janusz Korczak, donde trabajó como pedagogo durante los meses de verano.
Reclutado por el ejército en agosto de 1939, se unió a la resistencia antifascista tras la invasión de la Alemania nazi a Polonia el 1 de septiembre. Durante la guerra, casi toda su familia y numerosos parientes perecieron en el Gueto de Varsovia, muchos de ellos participando en el Levantamiento del Gueto de Varsovia de 1943. En noviembre de 1939, huyendo de la persecución nazi, cruzó el río Bug Occidental con su sobrino Pawel Gruenspan (1920–2000) hacia el territorio soviético, pero fue detenido y enviado al campo de trabajo de Aktiubinsk en el Gulag. Liberado en 1944, estudió en el Conservatorio de Sarátov con el profesor E. M. Zinger (piano) y luego en el Conservatorio de Minsk con G. N. Petrov (piano) y A. V. Bogatyrev (composición), trabajando posteriormente como acompañante en Minsk.
Tras la guerra, fue condecorado con la medalla «Por el trabajo valeroso durante la Gran Guerra Patria de 1941-1945». Debido a las campañas antisemitas en la URSS, se trasladó en 1952 a Chisináu con su esposa, Lidia Axionova, donde trabajó como profesor en la Academia de Música, Teatro y Artes Plásticas de Chisináu y en escuelas de música en Kalarash y Karpineny.

## Obra musical
Fishman compuso cuatro conciertos para piano que son referentes en la música moldava del siglo XX. La musicóloga Tamara Melnik señala que «sus composiciones reflejan una originalidad excepcional, combinando texturas pianísticas ricas, armonías expresivas y una fuerte identidad nacional, inspirada en el folclore moldavo y las innovaciones del siglo XX».
Entre sus obras más destacadas están:
- Cuatro conciertos para piano y orquesta.
- Sonatina en mi bemol mayor para clarinete y piano (1963).
- Sonatina en re menor para piano (1968).
- Trío sobre temas moldavos para piano, violín y violonchelo (1954–1958).
- Concierto para oboe y orquesta sinfónica (1961).
- Diez miniaturas para piano sobre melodías populares moldavas (1955).
- Variaciones para piano (1956).
- Ciclo de 5 preludios para piano (1956).
- Mazurka. Recuerdos de Polonia (1956).
- Cantata «Gloria a las jóvenes águilas» (1959, textos de S. Varelopulus).
- Suite para gran orquesta sinfónica (1961).
- Scherzino en sol mayor para piano (1961).
- Fantasía para pequeña orquesta sinfónica (1961).
- Capriccio en mi menor para piano (1961).
- Romance (arreglo para trombón y piano, 1963).
- Cinco preludios para piano (Recuerdo, La llegada de la primavera, Ecos del escenario, En el lago, El 1 de mayo).
- Obertura jazz (1964).
- Pieza de concierto para violín y piano (1964).
- Scherzino para clarinete y piano en si bemol (1964).
- Scherzo (arregло para trombón y piano, 1964).
- Coro «Otoño» (1964, textos de Mihai Eminescu).
- Cuatro estudios para piano (1968).
- Preludio en mi menor para piano (1968).
- Diez piezas para piano sobre temas moldavos (1969).
- Sonata para violín y piano en re menor (1969).
- Humoresca para violín y piano (1969).
- Coro «Cosecha» (textos de Vasile Alecsandri).
- Canon para coro (1973, canción popular moldava).
- Ciclo polifónico para piano. Cánones (1976).[1]

## Reconocimiento
Aunque las obras de Max Fishman no eran recomendadas para su interpretación, numerosos músicos destacados, incluyendo Artistas del Pueblo de la URSS, Moldavia y Bielorrusia, figuras culturales meritorias y profesores, las ejecutaron. Entre ellos: Timofti Gurtoi, Veronika Garștea, Lidia Axionova, Boris Dubosarsky, Artur Aksenov, Tobias Kuperveis, Ida Kamińska, Lola Folman y Mieczysław Weinberg.
En una entrevista concedida en 2010 al crítico musical y periodista Serghei Pojar, el violinista y compositor moldavo Boris Dubosarsky, figura cultural meritoria de la RSS de Moldavia y profesor de la Academia Nacional de Música, Teatro y Artes Visuales de Moldavia, relató: «A principios de los años 60, el comité organizador de un concurso interrregional de violinistas de la URSS en Moldavia invitó a compositores de todas las repúblicas a escribir una pieza virtuosa para violín, que todos los participantes debían interpretar. Para evitar sospechas de favoritismo, cada compositor recibió un número y su nombre se ocultó en un sobre sellado. El jurado, compuesto principalmente por líderes de la Unión de Compositores de la URSS y Moldavia, seleccionó la obra ganadora con pocos debates. Cuando se abrió el sobre del compositor ganador, resultó ser Max Fishman. Los responsables del concurso quedaron conmocionados, pero era demasiado tarde para cambiar la decisión, aunque se consideró necesario debido a las tensiones entre Israel y el mundo árabe circundante. Un compositor judío no era adecuado. Sin embargo, se encontró una solución: en un congreso anterior, el nombre de Fishman había sido reemplazado por Fimshan, un nombre de sonoridad moldava. Esta vez, se eligió un nombre más eufónico, Pescaru, que significa Fishman en rumano. Los ganadores del concurso interpretaron esta pieza para violín de Max Benovich con gran placer, y uno de ellos fue mi compañero de clase, el excelente violinista Boris Goldenblank».
En una entrevista de noviembre de 1995 con el crítico musical Serghei Pojar, el compositor y figura cultural meritoria de Moldavia Vladimir Slivinski afirmó: «Max Benovich fue uno de los más grandes compositores de Moldavia, aunque no era miembro oficial de la Unión de Compositores. A decir verdad, él no necesitaba la Unión, pero la Unión lo necesitaba a él. Franco, intransigente, honesto, sutil, encantador. No estudié con él en el conservatorio ni fui cercano a él, pero su influencia en mí fue innegable. Músicos, estudiantes y profesores se sentían atraídos por él. Incluso los actores, para quienes tocaba como acompañante en clases de danza, lo recordaban años después. Sé de primera mano lo que es ser acompañante en una clase de danza. Su música no dejaba indiferente a ningún oyente. Incluso sus detractores, que creo que eran muchos, reconocían su originalidad, amplitud y modernidad, arraigada en la profundidad del melos moldavo o judío. Esa indeterminación los irritaba especialmente. Sus sugerencias, consejos y análisis de las obras de sus colegas siempre eran benevolentes, comprometidos y fundamentados. Su objetivo principal era ayudar sin causar daño».

## Vida personal
Fishman estuvo casado con Lidia Axionova, directora de coro y profesora. Tuvieron dos hijos: Băno Axionov, actor y director, y Artur Aksenov, pianista y educador.

## Fallecimiento
Falleció el 24 de septiembre de 1985 en Chisináu y fue sepultado en el cementerio de San Lázaro.

## Discografía
En 2006, Teleradio-Moldova publicó un CD recopilatorio (78:19,04) con obras de Fishman, incluyendo:
- Humoresca para violín y piano (1964, Lilia Neaga, Ghitlea Strahilevich).
- Sonata para violín y piano (1964, Lilia Neaga, Ghitlea Strahilevich).
- Sonata para clarinete y piano (1964–1965, Evgheni Verbețchi, Ghitlea Strahilevich).
- Scherzino para clarinete y piano (1965–1966, Evgheni Verbețchi, Ghitlea Strahilevich).
- Variaciones para piano (1956, Ludmila Vaverko).
- Capriccio para piano (1964, Ghitlea Strahilevich).
- Estudio en sol mayor para piano (1964, Ghitlea Strahilevich).
- Estudio en re menor para piano (1964, Ghitlea Strahilevich).
- Sonatina para piano (1963, Ghitlea Strahilevich).
- Trío sobre temas moldavos (1958, Ludmila Vaverko, Oscar Dain, Vsevolod Dubrovski).
- Coro «Otoño» (1964, coro del Conservatorio, Lidia Axionova).
- Coro «Cosecha» (1964, coro del Conservatorio, Lidia Axionova).
- Concierto para oboe y orquesta (1961, Dmitri Rotari, Alexandru Vasechkin).[1]

## Literatura
- Melnik, Tamara. «Contribución de los profesores del departamento de piano general de la Academia de Música, Teatro y Artes Plásticas». Resumen de tesis doctoral, 2014. [En ruso]. Disponible en: [6]
- Melnik, Tamara. «Compositor y profesor Max Fishman». Anuar ştiinţific: muzică, teatru, arte plastice, n° 1-2, 2011, pp. 85–90. ISSN 1857-2251. [En ruso]. Disponible en: [5]
- Elizarova, Ilana. «Sin derecho a crear. Con motivo del 100º aniversario del compositor, pianista y pedagogo Max Fishman». Jewish World, 15 de enero de 2015. [En ruso]. Disponible en: [7]
- Tcacenco, Victoria. «Obertura de Max Fishman en el contexto de la música profesional europea». Anuar Ştiinţific: Muzică, Teatru, Arte Plastice, n° 3, 2012, pp. 238–244. ISSN 1857-2251. [En ruso]. Disponible en: [8]
- Melnik, Tamara. «El concierto para piano y orquesta en mi bemol mayor de M. Fishman». Anuar Ştiinţific: Muzică, Teatru, Arte Plastice, n° 4, 2012, pp. 59–64. ISSN 1857-2251. [En ruso]. Disponible en: [9]
- Pleșcan, Irina. «El trío para piano de M. Fishman como documento sonoro». Studiul Artelor şi Culturologie: istorie, teorie, practică, vol. 25, n° 2, 2015, pp. 66–76. ISSN 2345-1408. [En ruso]. Disponible en: [10]
- Cuzneţova, Nadejda. «Cronología histórica de las cantatas de los compositores de la República de Moldavia». Studiul Artelor şi Culturologie: istorie, teorie, practică, vol. 25, n° 2, 2015, pp. 132–144. ISSN 2345-1408. [En ruso]. Disponible en: [11]
- Balaban, Larisa. «Obras de los compositores de la República de Moldavia». Studiul Artelor şi Culturologie: istorie, teorie, practică, vol. 25, n° 2, 2015, pp. 23–29. ISSN 2345-1408. [En ruso]. Disponible en: [12]
- Toporovski, Jan. «Él eligió la vida en el infierno». Nash Golos, n° 19, 1990. [En ruso]. Disponible en: [13]
- «Max Fishman». Disponible en: [14]
- «Max Fishman». Universitas Teknokrat Indonesia. Disponible en: [15]

## Ejemplos musicales
- Max Fishman: Concierto para piano y orquesta sinfónica. Interpretado por Rita Namorado (piano), Nicolas Kruger (dirección), Orquesta Nacional de Cámara y Orquesta Teleradio Moldova. Sala del Órgano, Chisináu, Moldavia, 2018. Disponible en: [16]
- Max Fishman: Trío sobre temas moldavos para piano, violín y violonchelo. Interpretado por Lyudmila Vaverko (piano), Oscar Dain (violín), Vsevolod Dubrovsky (violonchelo), Teleradio-Moldova, grabado en 1958. Disponible en: [17]
- Max Fishman: Trío n°2, Allegro. Interpretado por Ecaterina Baranov (piano), Birgitte Staernes (violín), Hélène Dautry (violonchelo). Sala del Órgano, Chisináu, Moldavia, 2019. Disponible en: [18]
- Max Fishman: Trío n°2, Andante. Interpretado por Ecaterina Baranov (piano), Birgitte Staernes (violín), Hélène Dautry (violonchelo). Sala del Órgano, Chisináu, Moldavia, 2019. Disponible en: [19]
- Max Fishman: Trío n°2, Vivace Giocoso. Interpretado por Ecaterina Baranov (piano), Birgitte Staernes (violín), Hélène Dautry (violonchelo). Sala del Órgano, Chisináu, Moldavia, 2019. Disponible en: [20]
- Max Fishman: Variaciones para piano. Interpretado por Lyudmila Vaverko. Teleradio-Moldova, grabado en 1956. Disponible en: [21]
- Max Fishman: Sonata para clarinete y piano. Interpretado por Evgeny Verbețchi (clarinete), Ghitlea Strahilevich (piano). Teleradio-Moldova, grabado en 1964. Disponible en: [22]
- Max Fishman: Pieza de concierto para violín y piano. Interpretado por Lilia Neaga (violín), Ghita Strakhilevitch (piano). Teleradio-Moldova, grabado en 1964. Disponible en: [23]